# 2564 Kayala
2564 Kayala este un asteroid din centura principală, descoperit pe 19 august 1977 de Nikolai Cernîh.